# Pefkiás (Attique)
Pefkiás (grec moderne : Πευκιάς) est une localité située dans le dème d'Oropós, dans le district régional d'Attique de l'Est, dans la périphérie d'Attique, en Grèce.
Selon le recensement de 2021, elle compte 75 habitants.